# Olga-orde
De Olga-orde (Duits: Olga-Orden) werd op 27 juni 1871 door koning Karel van Württemberg gesticht als een "teken van dankbaarheid en herinnering voor de bijzondere verdienste in liefdevolle vrijwillige hulp in oorlos- en vredestijd. De ridderorde heeft een enkele klasse en werd aan "Männer, Frauen und Jungfrauen" verleend. Men moet de stichting zien in verband met de Frans-Duitse Oorlog van 1870. De Duitse gewonden, en ook een deel van de gewonde Franse krijgsgevangenen, werden naar de Duitse zijde van de Rijn overgebracht en in lazeretten in Württemberg verpleegd. De orde bleef tot 1918 bestaan. Na de val van de monarchie werd zij afgeschaft.
Karl noemde de orde naar zijn echtgenote Olga Nikolajevna, de dochter van tsaar Nicolaas I van Rusland.

## Het kleinood
Het draagteken is een opvallend klein gedeeltelijk geëmailleerd, gedeeltelijk verguld zilveren klaverkruis met daarop het kruis van Genève, symbool van het Rode Kruis, en in het medaillon de monogrammen van Karl en Olga. Op de keerzijde staan de jaartallen "1870/1871".
Men heeft ook in 1914 deze jaartallen niet gewijzigd.
De orde werd aan een rode strik met twee zwarte strepen op de linkerschouder of aan een zwart lint met rode biezen in het knoopsgat gedragen.
De kruisen werden geproduceerd door de Stuttgartse Hofjuweliers Mrrs.Föhr. Het kruis werd 450 maal toegekend.

## De Karl-Olga-medaille
Op 16 juni 1889 werd "für Verdienste um das Rote Kreuz" een medaille gesticht. Koningin Olga deed dat met toestemming van haar echtgenoot Karel van Württemberg. De medaille was bestemd voor ""Männer, Frauen und Mädchen" die zich in dienst van het Rode Kruis bijzonder verdienstelijk hadden gemaakt voor de tijdens een veldtocht gewond geraakte of ziek geworden krijgers. De orde werd op voordracht van de koningin door de koning verleend.
De medaille werd in twee graden, zilver en brons, verleend. Op de voorzijde staat het koningspaar en is een groot rood geëmailleerd kruis van Genève aangebracht. Op de keerzijde staat "FÜR VERDIENSTE UM DAS ROTE KREUZ" en "VON DER PROTEKTORIN DES WÜRTTEMBERGISCHEN SANITÄTSVEREINS VOM ROTEN KREUZ".
Men droeg de medaille aan het zwarte lint met rode biezen van de Olga-Orde.
In 1889 stichtte de koningin ter gelegenheid van het zilveren ambtsjubileum van haar gemaal een tweede medaille, "voor verdienste in de naastenliefde". Ook op deze medaille, ditmaal in zilver, staat het portret van het koninklijk paar met de randschrift "CAROLVS REX OLGA REGINA WURTTEMBERGIÆ" en op de keerzijde een zon met een alziend oog in een driehoek, een vrijmetselaars-symbool, en zonnestralen met daarin het motto "ORA ET LABORA".